# ابراهیم ثقفی
ابراهیم بن محمد ثقفی (؟ -۸۹۶م) تاریخ‌نگار، فقیه شیعه و نویسندهٔ عراقی در سده سوم هجری بود که نخست به مذهب زیدی و سپس به امامی گرایید. از اهالی کوفه بود که به اصفهان منتقل شد و همان‌جا تا پایان عمر ماندگار شد. نزدیک پنجاه اثر نگاشت: المغازی، الردة، الشوری، مقتل عثمان، صفین، النهروان، الغارات، رسائل علی بن ابی‌طالب و اخباره و حروبه، الجامع الکبیر، الإمامة، مَن قَتَلَ مِن آل محمد، السیَر وغیره.
مهم ترین اثر وی که پابرجا مانده است کتاب الغارات است که به حوادث پس از جنگ نهروان تا کشته شدن علی بن ابی طالب و هجوم های متعدد سرداران معاویه به سرزمین های تحت کنترل خلیفه چهارم و غارت و کشتار مردم میپردازد.
ضمنا حوزه علمیه اصفهان پس از اسلام از گستردگی و جامعیت علمی بالایی برخوردار بود و از قرن سوم دانشمندان زیادی از نقاط دیگر جهان اسلام به این شهر مهاجرت کردند. افرادی همچون ابواسحاق ثقفی کوفی (متوفی 290 هجری صاحب الغارات)، شیخ ابومسعود احمدبن فرات رازی (متوفی 258 هجری) و احمدبن مطیر طبرانی (متوفی 360 هجری)از آن جمله بودند.